# Real Sitio de San Ildefonso
Real Sitio de San Ildefonso (detto anche La Granja de San Ildefonso, San Ildefonso o La Granja) è un comune spagnolo di 5 267 abitanti (2018) situato nella comunità autonoma di Castiglia e León.
Piccola cittadina posta a un'altitudine di 1193 m s.l.m. ai margini della Sierra de Guadarrama presso una grande foresta ai piedi del pico de Peñalara (2430 m). San Ildefonso si trova a soli 11 km da Segovia, capoluogo della provincia di cui fa parte.
Nota per le vetrerie e cristallerie che portano il nome di "La Granja", oggi è soprattutto un centro di grande richiamo turistico in virtù del grandioso complesso della Granja de San Ildefonso che si trova nel suo territorio.

## Storia
San Ildefonso è stata sede di vari famosi trattati, i più importanti dei quali ebbero luogo il 1º ottobre 1777 fra Spagna e Portogallo, il 19 agosto 1796 fra Spagna e Francia rivoluzionaria e il 1º ottobre 1800 fra Spagna e Francia napoleonica.

## Monumenti e luoghi d'interesse

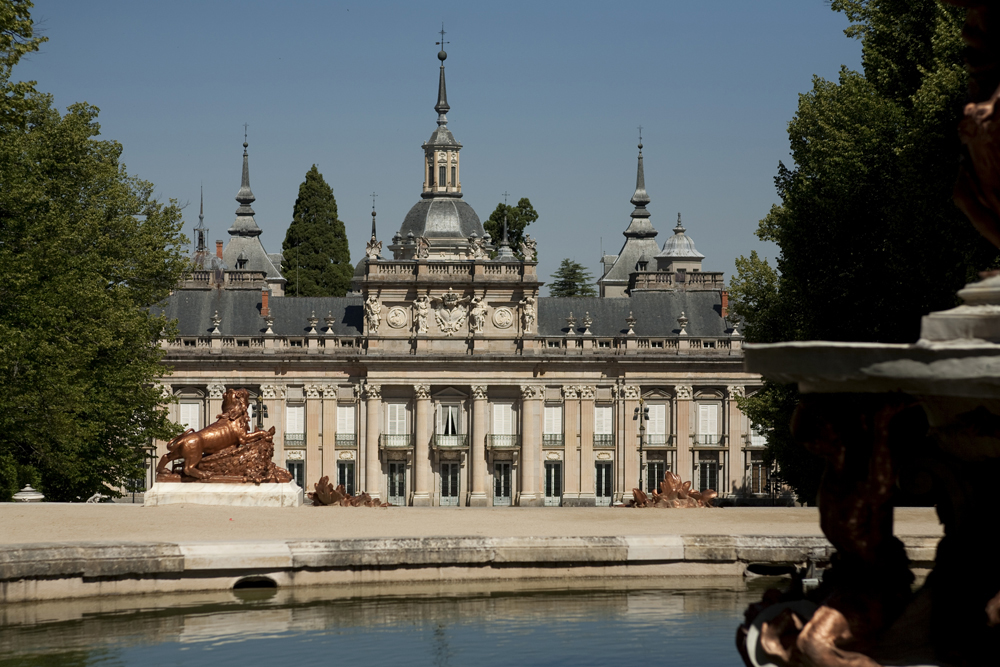
Il Palazzo Reale

- il Palazzo Reale della Granja de San Ildefonso, detto "la piccola Versailles", fu fatto costruire nel 1721 dal re Filippo V, ispirandosi al grande palazzo dei reali di Francia.